# ラムリー島の戦い
ラムリー島の戦い（ラムリーとうのたたかい）は、太平洋戦争中の1945年1月21日に、ビルマ（現ミャンマー）のラムリー島を奪還するためにイギリス軍が上陸し、日本軍と戦った戦闘。約1ヶ月の戦闘で日本軍は敗れて撤退し、イギリス軍が島を占領した。島には飛行場が整備され、イギリス軍のラングーン侵攻作戦などに活用された。

## 背景
1942年（昭和17年）にビルマ全土を占領した日本陸軍は、ラムリー島（ラムレー島）を第28軍の第54師団の守備地区に含めていた。ラムリー島は日本軍拠点アキャブ（現シットウェー）への海上補給線の要所であり、飛行場の整備も可能であった。そこで、第28軍も当初はラムリー島を極力確保する方針で、1943年9月末の時点ではラムリー島と南隣りのチェドバ島に第54師団隷下の歩兵第121連隊の2個歩兵大隊や2個砲兵中隊などを配置していた。
1943年（昭和18年）12月30日から31日には、イギリス艦隊がラムリー島に艦砲射撃を加え、小規模な地上部隊が一時的に上陸したが、特に大きな陸戦にはならなかった。第5飛行師団の重爆撃機12機と戦闘機14機が2波に分かれてイギリス艦隊を追撃し、命中爆弾1発を報じたが、護衛戦闘機との交戦で重爆5機と戦闘機1機が被撃墜・不時着する損害を受けた。イギリス側の護衛戦闘機は第136飛行隊のスピットファイア12機で、1機を失っている。
1944年（昭和19年）のインパール作戦に敗れた日本のビルマ方面軍は、アキャブ島の放棄などを決断した。そこで、編成変えや第二次アキャブ作戦の失敗で戦力が低下していた第28軍は、アキャブ放棄によりラムリー島の戦略価値も低下したとして守備の重点を本土に集中させることにし、歩兵第121連隊の第2大隊のみを残して、守備隊主力を本土のタンガップ（タウンガップ, en:ToungupまたはTaungup）などへと移した。同年7月策定の第28軍の迎撃計画「完作戦」ではラムリー島とチェドバ島は確保を断念し、飛行場利用妨害のための持久戦地区にとどめられ、現地の第54師団も同様に決戦は回避する方針を立てた。両島はタンガップ地区隊（隊長：歩兵第121連隊長 長澤貫一大佐）の管理下とされた。
一方、1944年後半、ビルマ戦線での本格反攻に移ったイギリス軍は、マンダレーやメイクテーラなど中部ビルマ方面への航空支援用拠点を確保するため、アキャブ島およびラムリー島を占領することを決めた。同時に両島への日本側の陸上交通を遮断するため、ベンガル湾岸のミエボンへも上陸することにした。当初は1月の小規模攻撃と3月の本格攻撃の2回に分けて行うつもりであったが、アラカン山脈での地上進撃が予期したよりも順調であったため、1月の全面侵攻へと予定が繰り上げられた。ラムリー島上陸作戦は「マタドール作戦」、南隣りのチェドバ島上陸作戦は「サンキー作戦」と命名された。イギリス陸軍第15軍団司令官フィリップ・クリスティンソン（en）中将を指揮官に、参加兵力は英印軍の第26インド師団（長：シリル・ロマックス少将）のほか、イギリス海軍の戦艦1隻・護衛空母1隻・軽巡洋艦その他から成る艦隊、部隊輸送用の各種輸送船・揚陸艦9隻と上陸用舟艇55隻およびモーターランチ（en）20隻、イギリス空軍第224航空群などとなった。

## 戦闘経過

### イギリス軍の上陸

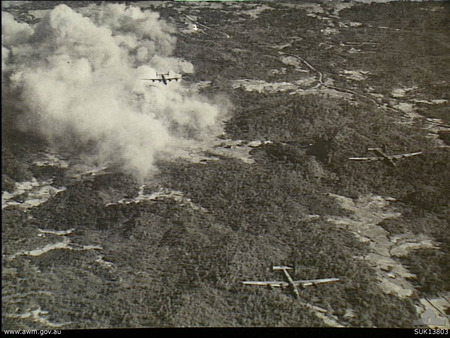
1月21日、ラムリー島を爆撃する連合軍のB-24爆撃機。

軽巡洋艦ケニアから木造ボートでチェドバ島へと上陸するイギリス海兵隊。

イギリス軍は大型の輸送艦・揚陸艦はチッタゴン、軽巡洋艦フィービや駆逐艦、小型舟艇はアキャブで船団を組み、ラムリー島へ向けて出航した。
1月21日朝、戦艦クイーン・エリザベスなどの艦砲射撃と、B-24爆撃機やP-47戦闘機の空襲で連合軍の攻撃は開始された。第一陣として第26インド師団の第71インド旅団がラムリー島北端のチャウッピュー（キャクピュ, en）に上陸し、橋頭堡を確保した。初日のうちに兵員7,000人と車両121両、物資70トンが揚陸された。水際での日本軍の抵抗はほとんど無く、損害は上陸用舟艇とモーターランチ各1隻が機雷で沈没した程度だった。航空部隊も事故で2機を失っただけで済んだ。翌日には第4インド旅団が西岸から上陸した。26日にはチェドバ島にもイギリス海兵隊などが上陸し、無血占領した（詳細はサンキー作戦を参照）。
日本の長澤連隊長は、イギリス軍の上陸時にたまたまラムリー島を部隊検閲に訪れており、侵攻を知るとすぐに部隊に戦闘態勢を取らせた。日本軍は、島の中央部を東西に走るヤンボーク・クリーク南側に陣地を構築済みで、そこに主力を配置して防戦した。25日に長澤連隊長は師団命令に従ってタンガップに大発動艇で後退したため、以後の指揮は歩兵第121連隊第2大隊長の猪股力少佐が引き継いだ。
日本の第5飛行師団は、1月21日、飛行第64戦隊の一式戦闘機8機と飛行第8戦隊の軽爆撃機3機を出撃させ、ラムリー島沖のイギリス艦隊を攻撃した。日本軍はイギリス艦船2隻を沈めたと報じ、被害は1機損傷であった。

### 内陸部への侵攻
島の北西部から東海岸へ向けて進撃するイギリス軍に対し、日本軍はヤンボーク・クリーク渡河の瞬間をとらえて反撃を実施し、一時後退させることに成功した。しかし、しだいにイギリス軍が優勢となり、日本軍はラムリー村北方の東海岸近くの複郭陣地へと追いつめられた。
イギリス軍は、日本軍の本土への退路を断つため、1月30日（戦史叢書によれば29日）にはラムリー島南端沖の小島サグー島に上陸し占領（クロコダイル作戦）。翌31日（戦史叢書によれば30日）にはラムリー島南端にも上陸用舟艇4隻で兵員120人を上陸させた。駆逐艦2隻が艦砲射撃で支援した。日本側はラムリー島南端には1個中隊を配置していたが、応戦しつつ後退して大隊主力へと合流させた。

### 日本軍の撤退
2月9日、日本の第54師団長の宮崎繁三郎中将は、長澤連隊長にラムリー島からの全軍撤退を命令した。輸送用に小発動艇4隻と徴発した小舟約100隻が送られたが、11日夕刻に徴用小舟数隻が着いたほかは撃沈されるか四散してしまった。現地の猪股少佐は負傷者だけでも船で脱出させようとしたが失敗し、島内での遊撃戦に移ると具申した。それでも長澤大佐は撤退をあきらめず、泳いででも脱出するよう指示した。第28軍司令官の桜井省三中将も、玉砕は避けるべきとの意見であったと回想している。
撤退の援護のため、日本軍は航空機によるイギリス軍封鎖艦隊の排除を試みた。2月11日には飛行第64戦隊の一式戦闘機12機が爆装して出撃し、駆逐艦1隻撃沈・1隻大破、巡洋艦1隻損傷の戦果を報じた。イギリス側記録によると、P級駆逐艦パスファインダー（en）が大破し、修理されないまま戦後に廃艦となっている。2月18日夜の渡河時にも、2機がクリーク内の連合軍砲艇を爆撃したが、効果は無かった。
2月13日に陣地を出た日本軍守備隊は、2月18日夜半、本土との間のミンガン・クリークを泳いで渡河を開始した。一帯はマングローブが茂る湿地で、水路の中央300mほどは水深が深く泳ぐ必要があった。途中で溺れかけた兵士の一人が大声をあげたことから、砲艇に発見され、サーチライトによる照射射撃を浴びてしまった。混乱のうちに大部分の将兵は引き返そうとしたが、猪股大隊長などは戦死し、一部は英軍の艦艇に捕虜として収容された。約50人だけはそのまま対岸に渡り切った。
浜辺に戻った日本兵は、陸海から集中砲火を受けて多数が死傷し、ばらばらになって山中に落ちのびた。島民は引き続き日本軍に友好的で、食糧や船などの手厚い援助を日本兵に与えた。そのおかげで、3月中旬までに、守備隊の半数にあたる約500人の日本兵は、本土のタンガップへと集結することができた。
2月22日、イギリス軍の公式記録ではラムリー島での戦闘が終わったとされている。
なお、日本軍の撤退時に渡河中の多数の日本兵が野生のイリエワニに襲われ、命を落としたとする説があり、ギネスブックにもワニによって約1000人もの日本人が犠牲になった「動物がもたらした最悪の災害」（“The Greatest disaster suffered from animals”）として登載されている。しかし、日本側の戦史叢書にはワニに襲われたとする記述は無く、前述のように現地人の支援により比較的に多数の将兵が、後に無事に島を脱出できたとしている。この事件を追ったドキュメンタリー番組でも、渡河中に射撃され命を落とした日本兵の死肉に、翌日あまりにも多くのイリエワニが群がっただけと推測されている。この調査により、2017年度版ギネスブックでは「少なくとも死亡者の数については疑問が呈される」と追記された。

## 結果

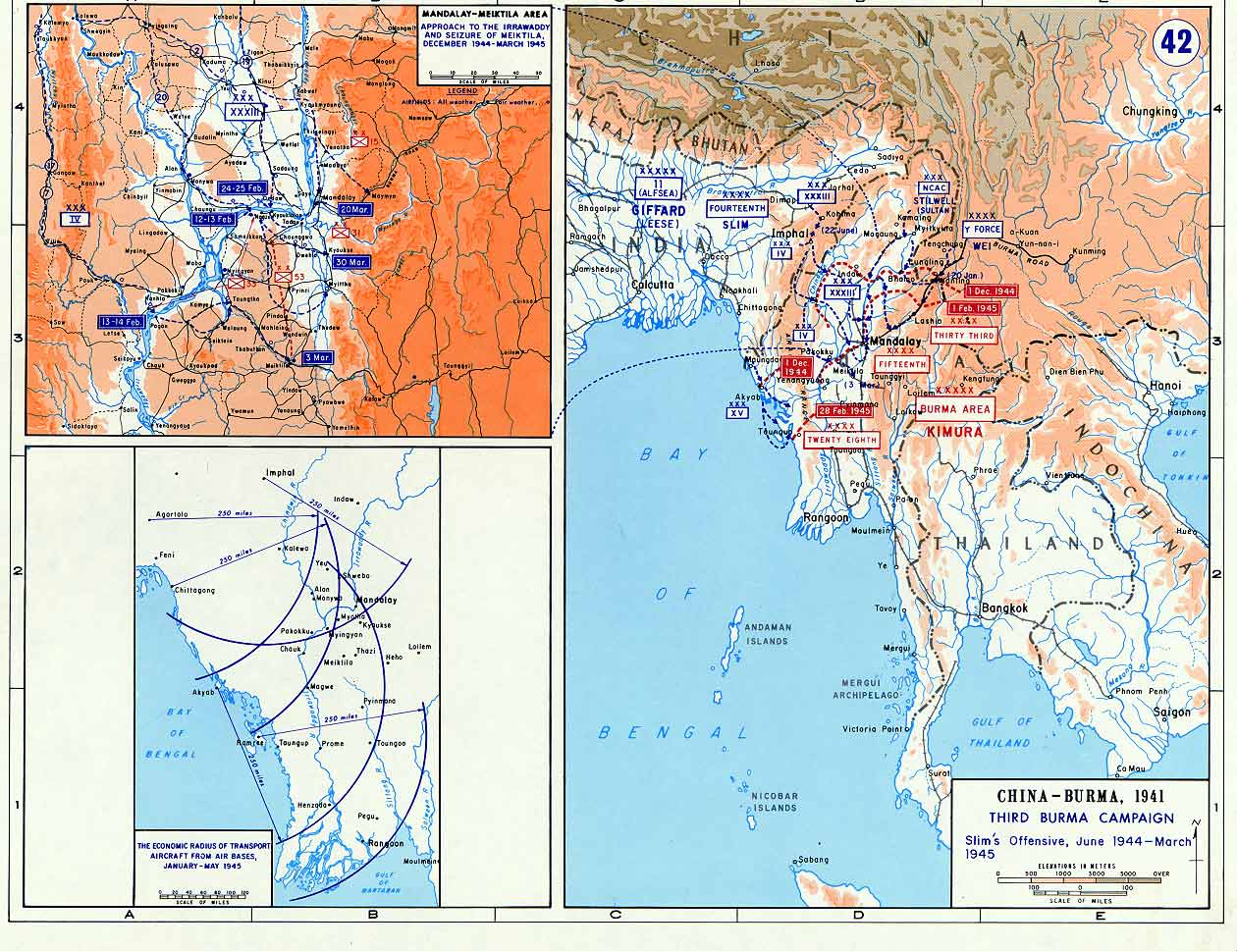
1944年6月から1945年5月のビルマ戦線の戦況。左下の図を見ると、ラムリー島からの航空機の行動範囲が読みとれる。

戦いの結果、イギリスを中心とした連合軍は島の占領を達成した。日本軍は守備隊のうち約半数が戦死し、残りの多くは本土のタンガップへと撤退して地区隊主力に合流した。少数の日本兵はラムリー島に残り、現地住民によって匿われて終戦まで潜伏していた。
連合軍はラムリー島を航空基地として整備し、以後の作戦拠点のひとつとした。ラングーン（現ヤンゴン）への進撃の際には、ラムリー島およびアキャブ島の飛行場から、第224航空群の航空機が地上支援を行った。